# Mulher-Diaba no Rastro de Lampião
Mulher-Diaba no Rastro de Lampião é um romance gráfico escrito por Ataíde Braz e desenhado por Flavio Colin, publicado pela editora Nova Sampa em 1994. Este livro foi o primeiro (e único) volume da coleção Graphic Brazil e se utiliza do imaginário do cangaço para criar uma obra que mistura terror e aventura.
O livro conta a história de uma mulher que é atacada pelo bando Lampião e faz um pacto com o Diabo para conseguir se vingar de seus agressores. Misturando realidade e ficção, a protagonista ganha poderes malignos com os quais passa por diversas situações até o confronto final com o próprio Lampião. No final, após levar um tiro, enfrenta o Diabo e é salva pelo cangaceiro Nêgo Bravo, que possuía balas benzidas em sua cartucheira. Depois disso, Nêgo Bravo se torna cabra da Mulher-Diaba.
Uma característica considerada marcante neste livro é trazer um protagonismo feminino para uma história relacionada ao cangaço, algo atípico tanto na literatura quanto nos quadrinhos. Outro aspecto que costuma ser destacado é o fato do roteiro intercalar quadras da literatura de cordel com o texto da história. Ao contrário do que se propaga, a influência dos cordéis foi iniciativa do roteirista Ataíde Braz, o próprio Colin chegou a abordar a questão:
Não conheço as técnicas da xilogravura e também não tenho o cordel como referência. Eu apenas uso muita estilização no meu traço, que é concebido como acadêmico e depois é modificado.— Flavio Colin 
Em 1995, Mulher-Diaba no Rastro de Lampião ganhou o Prêmio Angelo Agostini de melhor lançamento e o Troféu HQ Mix de melhor graphic novel nacional. Em 2024, a obra foi republicada pela Editora Trem Fantasma.